# Sainte-Osmane
Sainte-Osmane [sɛ̃t ɔsman] est une ancienne commune française, située dans le département de la Sarthe en région Pays de la Loire, peuplée de 180 habitants.
La commune fait partie de la province historique du Maine, et se situe dans le Haut-Maine.

## Géographie
| Tresson            | Tresson, Évaillé                                                          | Évaillé          |
| Montreuil-le-Henri | Sainte-Osmane                                                             | Évaillé, Cogners |
| Montreuil-le-Henri | Saint-Georges-de-la-Couée, Loir en Vallée (comm. dél. de Ruillé-sur-Loir) | Cogners, Vancé   |

## Toponymie
Durant la Révolution, la commune porte le nom d'Osmane-la-Fontaine.
Le gentilé est Osmanien.

## Histoire
Le 1er janvier 2019, la commune fusionne avec Évaillé pour créer la commune nouvelle de Val d'Étangson dont la création est actée par un arrêté préfectoral du 13 septembre 2018.

## Politique et administration
| Période                                  | Période       | Identité        | Étiquette | Qualité            |
| ---------------------------------------- | ------------- | --------------- | --------- | ------------------ |
| 1995                                     | mars 2014     | Louis Grémillon | SE        | Agriculteur        |
| mars 2014                                | décembre 2018 | Daniel Landré   | SE        | Menuisier retraité |
| Les données manquantes sont à compléter. |               |                 |           |                    |

## Démographie
En 2021, la commune comptait 180 habitants. Depuis 2004, les enquêtes de recensement dans les communes de moins de 10 000 habitants ont lieu tous les cinq ans (en 2008, 2013, 2018, etc. pour Sainte-Osmane) et les chiffres de population municipale légale des autres années sont des estimations.
| 1793 | 1800 | 1806 | 1821 | 1831 | 1836 | 1841 | 1846 | 1851 |
| ---- | ---- | ---- | ---- | ---- | ---- | ---- | ---- | ---- |
| 492  | 532  | 556  | 592  | 537  | 529  | 514  | 518  | 501  |

| 1856 | 1861 | 1866 | 1872 | 1876 | 1881 | 1886 | 1891 | 1896 |
| ---- | ---- | ---- | ---- | ---- | ---- | ---- | ---- | ---- |
| 483  | 438  | 441  | 420  | 421  | 407  | 412  | 407  | 395  |

| 1901 | 1906 | 1911 | 1921 | 1926 | 1931 | 1936 | 1946 | 1954 |
| ---- | ---- | ---- | ---- | ---- | ---- | ---- | ---- | ---- |
| 402  | 402  | 375  | 378  | 379  | 391  | 381  | 375  | 387  |

| 1962 | 1968 | 1975 | 1982 | 1990 | 1999 | 2008 | 2013 | 2018 |
| ---- | ---- | ---- | ---- | ---- | ---- | ---- | ---- | ---- |
| 340  | 324  | 226  | 188  | 139  | 154  | 192  | 185  | 177  |

| 2019 | - | - | - | - | - | - | - | - |
| ---- | - | - | - | - | - | - | - | - |
| 174  | - | - | - | - | - | - | - | - |

## Lieux et monuments

### Église Sainte-Osmane
L'église Sainte-Osmane est caractéristique des édifices romans par l'utilisation de grès roussard. Cet édifice du XIe siècle a subi de profonds remaniements au XVIe siècle avec la construction d'un porche de style Renaissance. L'église était dédiée à saint Sauveur jusqu'en 1662, date où les ossements de la sainte ont été donnés à l'église. Cette architecture a été inscrite le 16 février 1926 au titre des monuments historiques..
L'intérieur de l'église est composé de trois retables :
- Le retable du maître-autel, en calcaire peint, abrite la statue de la sainte et ses reliques, les statues du Christ et d'un saint évêque. Tout cet ensemble est surmonté de deux anges en prière.
- Les deux retables latéraux sont en bois peint. L'un abrite une sculpture en bois du Christ en croix. Cet objet est exceptionnel par sa réalisation car la douleur du Christ est perceptible en observant son visage et son corps.

## Activité, label et manifestations

### Associations
- Associations culturelles : culture, nature : patrimoines osmaniens La Buissonnière.
- Association sportive : ASE Sainte-Osmane.

### Label
La commune est une ville fleurie (trois fleurs) au concours des villes et villages fleuris.

## Personnalités
Princesse d'Irlande au VIIe siècle, sainte Osmane quitta son pays pour suivre sa vocation d'ermite. Elle vécut dans la région de Saint-Brieuc, puis dans le pays sarthois où le lieu de sa mort a pris son patronyme. Lors des invasions normandes, ses reliques furent emportées à Saint-Denis, près de Paris.
Louis Alexandre Marie de Musset (1753-1839), écrivain, était seigneur de Sainte-Osmane. La commune le choisit pour premier commandant de la Garde nationale en 1789.